# Масляная скульптура
Масляная скульптура — разновидность такого вида изобразительного искусства, как скульптура.
Материалом для создания таких скульптур является сливочное масло. Выполнение скульптурных работ из масла было древним ремеслом в Тибете, Вавилоне, римской Британии и других местах. Самые ранние задокументированные скульптуры из масла датируются 1536 годом в Европе, где они использовались на банкетных столах. Самые ранние художественные произведения в современном понимании датируются около 1870 года в США, ярким примером этого является творчество Кэролайн Брукс. Расцвет изготовления скульптур из масла пришелся на 1890—1930 годы. В настоящее время они всё ещё популярны на сельскохозяйственных ярмарках, на банкетных столах и в качестве декоративных видов сливочного масла. Иногда в натуральный продукт добавляются различные красители.

## История
История вырезания скульптур из масла — весьма древняя. Археологи обнаружили формы животных и людей для пищи на территориях от Вавилона до римской Британии.
В Европе в периоды Возрождения и барокко этот вид искусства обычно использовался для украшения богатых банкетов. Именно в этот период было найдено самое раннее известное упоминание скульптуры из масла: в 1536 году Бартоломео Скаппи, повар папы Пия V, организовал пир, состоящий из девяти искусно вырезанных из сливочного масла сцен. Скаппи упомянул слона с паланкином, фигуру Геракла, борющегося со львом, а также мавра на верблюде. Ещё одно раннее упоминание масляной скульптуры можно найти в биографии Антонио Кановы, который сообщил, что впервые привлек внимание своего покровителя, когда, будучи скромным кухонным мальчиком, он изваял впечатляющего масляного льва для праздничного банкета.
Самая ранняя масляная скульптура в современном понимании (как общественное искусство, а не украшение банкета) прослеживается от Всемирной выставки 1876 года в Филадельфии, где скульптор Кэролайн Брукс показала свою известную работу — барельеф «Dreaming Iolanthe». Скульптура поддерживалась в стабильном состоянии с помощью многослойных чаш с частой сменой льда в них. На Всемирной выставке 1893 года в Чикаго она представила бюсты из масла королевы Изабеллы и Христофора Колумба. К тому времени другие художники создавали скульпторы из масла, и эта форма искусства стала самостоятельным видом скульптуры.
Расцвет лепки скульптур из масла пришелся на период с 1890 по 1930 год — в этот период способы их охлаждения стали широко доступными. Во время Великой депрессии и Второй мировой войны такого вида ваяние уменьшилось, но после войны возобновилось и существует по настоящее время.
Скульптуры из масла — древняя традиция тибетского буддизма, до сих пор она используется для создания временных символов тибетского Нового года и других религиозных праздников.

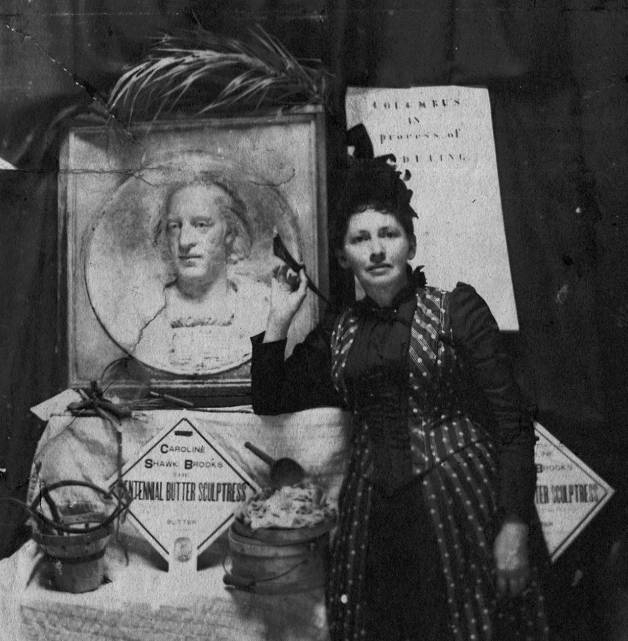
Кэролайн Брукс с масляной скульптурой Христофора Колумба, 1893 год
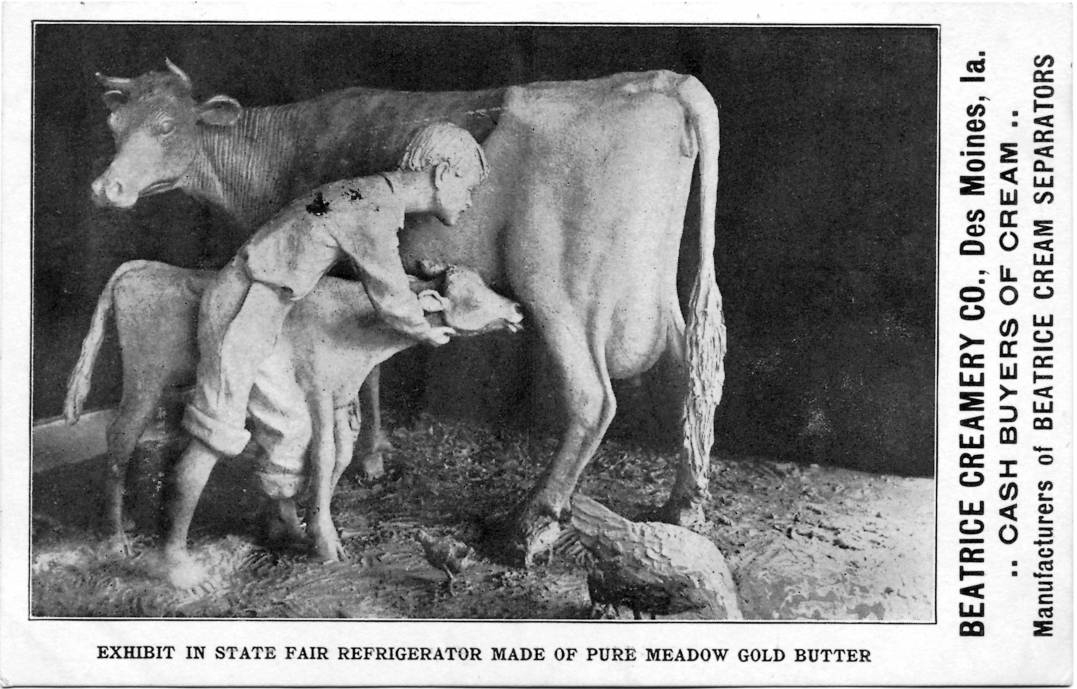
Почтовая карточка с масляной скульптурой, 1904 год
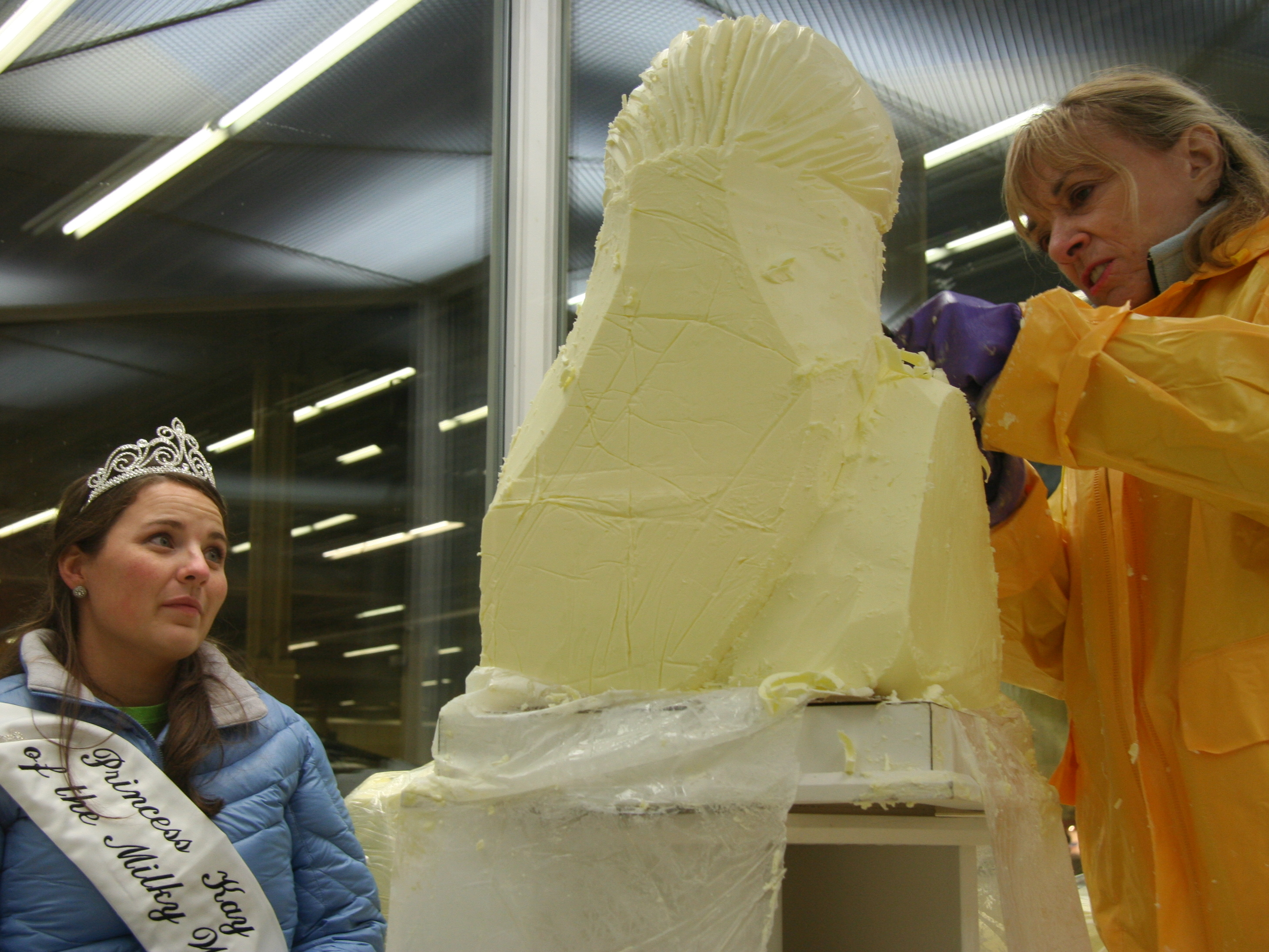
Работа Линды Кристенсен, 2010 год